# ドン・シーゲル
ドナルド“ドン”・シーゲル（Donald "Don" Siegel、1912年10月26日 - 1991年4月20日）は、アメリカ合衆国イリノイ州シカゴ出身の映画監督。

## 経歴
マンドリン奏者である父の巡業のため、幼い頃からアメリカ各地を転々とし、高校卒業後に家族で渡英。ケンブリッジ大学や英国王立演劇アカデミーで学び、その後再び家族で渡仏。1931年に帰国し、叔父がワーナー・ブラザースで働いていたため、34年、同社で働くようになる。編集助手や助監督などでラオール・ウォルシュやマイケル・カーティスを始めとする数多くの映画監督の下に付く。モンタージュ技術があり、担当として腕を振るった。
1944年にはワーナーと契約で揉めて、数か月間仕事を干されるなど屈辱を味わう。その後ハワード・ホークス監督の『脱出』の助監督に付いた時は、ワーナーへの仕返しとしてエキストラにより多くの賃金を払っていたことがばれて現場立ち入りを禁じられたというエピソードを持つ。1945年に短編映画『Star In The Night』で監督デビューし、アカデミー短篇賞を受賞した。その後ナチスを扱ったドキュメンタリー映画『Hitler Lives?』でアカデミー短編ドキュメンタリー賞を受賞する。1946年に『The Verdict』で長編映画デビュー。
長編第2作『Night Unto Night』では、主演女優ヴィヴェカ・リンドフォースと恋に落ち、結婚する（1953年に離婚）が、既に映画界は斜陽の兆しを見せており、1948年にはワーナーも業務改善のためにシーゲルを始め多くの社員を解雇した。9か月の失業生活の後、友人であったロバート・ロッセン監督によるアカデミー賞作品『オール・ザ・キングスメン』の第2班監督をノンクレジットで引き受けた。その後、ハワード・ヒューズに招かれてRKOにて映画を撮りつつ、様々な会社を渡り歩き、乏しい予算と日数の中でB級映画を撮り続ける。
1954年には、シーゲル自身も気に入っているとしている『第十一号監房の暴動』を手掛ける。ジョン・フォード監督の『駅馬車』などを生み出したプロデューサー・ウォルター・ウェンジャーによる製作であり、また、ウェンジャーの口利きで映画界入りしたサム・ペキンパーが監督助手としてシーゲルの下に付いた。ペキンパーはその後も『ボディ・スナッチャー/恐怖の街』や、『暴力の季節』など4本の映画でシーゲルの監督助手を務めた。
1950年代から1960年代にかけてテレビの台頭が進む中、シーゲルはテレビドラマの演出も数多く担当する（シーゲルの自伝によれば「金を稼ぐためだけ」だという）。1964年の『殺人者たち』は、もともとテレビドラマ用に作られたものだったが、暴力的な内容に加え、ケネディ大統領暗殺事件の煽りを受けて劇場公開されたものである。
『殺人者たち』の製作会社であるユニヴァーサルが売り出そうとしていた俳優の中に、クリント・イーストウッドがいた。1968年、イーストウッド主演の『マンハッタン無宿』の企画は監督選びにおいて二転三転していた。イーストウッドがシーゲルの名を口にしたところ、監督候補の一人であり、『暴力の季節』に俳優として出演していたマーク・ライデルがシーゲルを絶賛したため、シーゲルに決定した。撮影を通じてシーゲルとイーストウッドは意気投合し、翌年の『真昼の死闘』で再びコンビを組んで、その絆を深めていった。
1971年は2人にとって重要な年となった。それまでの2人の経歴とはかけ離れたサスペンス映画『白い肌の異常な夜』を発表する。興行的には失敗するも、シーゲルはこの作品を最高傑作と評している。そして大ヒット作である『ダーティハリー』が公開され、2人の名が世界に轟くこととなった。この年にはイーストウッドも初監督作品である『恐怖のメロディ』を発表し、バーのマスター役としてシーゲルが出演している。
1970年代には銀行強盗とマフィアの対決を描いた『突破口!』に、アルフレッド・ヒッチコックが手掛けたサスペンスを彷彿させるスパイアクションの『ドラブル』、ジョン・ウェインの遺作となった西部劇『ラスト・シューティスト』、薬物催眠による東西対立を描いた『テレフォン』などの作品を撮り、同世代のロバート・アルドリッチやリチャード・フライシャーらと共に1970年代のアクション映画を牽引した。『突破口!』では卓球をするシーンでワンカット登場している（実際に得意としていた）。1979年の『アルカトラズからの脱出』はイーストウッドとの最後の作品となった。
1980年代にはプロデューサーとの軋轢により、思うように製作が進まない状況になる。遺作となった『ジンクス!』では、第2班監督として弟子であるペキンパーが付いて、シーゲルを励ます形となったが、この2年後にペキンパーは死去した。映画界から距離を置いたシーゲルは、自伝の執筆に力を注ぎ、1991年4月20日、癌により死去する。シーゲルの今一人の弟子と呼べるイーストウッドは、『許されざる者』を、今一人の師であるセルジオ・レオーネと共に、シーゲルに捧げている。

## 作風・演出
感傷的な描写を廃した、暴力的な作品が多い。これは彼が演出家として育った、1950年代ハリウッドB級映画という環境の特色とも言える。
また、B級映画の低予算早撮りという製作環境の中で、シーゲルは職人的な演出を会得していった。彼は脚本段階から入念な打合せを繰り返して作品のイメージを固め、現場での撮影では無駄なショットを一切撮ることが無いという、ヒッチコックと同じような演出スタイルで作品を撮り続けた。この効率的な演出にじかに接して感銘を受けたイーストウッドは、現在に至るまでこの方法を実践している。

## 監督作品
- Star in the Night（1945） - DVD「クリスマス・イン・コネチカット 特別版」に収録
- Hitler Lives（1945）
- ビッグ・ボウの殺人 The Verdict（1946）
- 暗闇の秘密 Night Unto Night（1949）
- 仮面の報酬 The Big Steal（1949）
- No Time For Flowers（1952）
- 抜き射ち二挺拳銃 Duel at Silver Creek（1952）
- 暗黒の鉄格子 Count The Hours（1953）
- 中国決死行 China Venture（1953）
- 第十一号監房の暴動 Riot in Cell Block 11（1954）
- 地獄の掟 Private Hell 36（1954）
- USタイガー攻撃隊 An Annapolice Story（1955）
- ボディ・スナッチャー/恐怖の街 Invasion of the Body Snatchers（1956）
- 暴力の季節 Crime in the Streets（1956）
- スパニッシュ・アフェア Spanish Affair（1957）※CS題
- 殺し屋ネルソン Baby Face Nelson（1957）
- 裏切りの密輸船 The Gun Runners（1958）
- 殺人捜査線 The Lineup（1958）
- グランド・キャニオンの対決 Edge of Eternity（1959）
- 疑惑の愛情 Hound Dog Man（1959）
- 燃える平原児 Flaming Star（1960）
- 突撃隊 Hell is for heroes（1961）
- 殺人者たち The Killers（1964）
- 犯罪組織 The Hanged Man（1964）
- 太陽の流れ者 Stranger on the Oun（1967）
- 刑事マディガン Madigan（1968）
- マンハッタン無宿 Coogan's Bluff（1969）
- ガンファイターの最後 Death of a Gunfighter（1969）アラン・スミシー名義（ロバート・トッテンと共に）
- 真昼の死闘 Two Mules for Sister Sara（1970）
- 白い肌の異常な夜 The Beguiled（1971）
- ダーティハリー Dirty Harry（1971）
- 突破口! Charley Varrick（1973）
- ドラブル The Black Windmill（1974）
- ラスト・シューティスト The shootist（1976）
- テレフォン Telefon（1977）
- アルカトラズからの脱出 Escape from Alcatraz（1979）
- ラフ・カット Rough Cut（1980）
- ジンクス! あいつのツキをぶっとばせ! Jinxed!（1982）